# Monumento a la República (París)
El Monumento a la República, también conocido como Estatua de la República, es un conjunto de estatuas monumentales esculpidas por Léopold Morice. Inaugurado en 1883 en la plaza de la República de París (Francia), representa una alegoría de la República.

## Descripción

### Información general
El monumento se erige en el centro de la plaza de la República, en la intersección de los límites de los Distritos III, X y XI, más o menos como prolongación de las calles del Temple (al suroeste) y del Faubourg-du-Temple (al noreste).
La obra consiste en una alegoría de la República de bronce de 9,5 m de altura, erigida sobre un pedestal de piedra de 15,5 m de altura y aproximadamente 13 m de diámetro a nivel del suelo. El pedestal contiene tres estatuas de piedra, alegorías de la Libertad, la Igualdad y la Fraternidad. Bajo estas, alrededor del pedestal, un conjunto de doce altorrelieves de bronce representan fechas clave de la historia de la República Francesa. A los pies de la estatua, sobre unos escalones, se encuentra la estatua de un león de bronce que simboliza el Sufragio Universal.
A ras de suelo, el monumento está rodeado por un estanque cilíndrico de aproximadamente un metro de ancho, añadido en 2013.

### Estatua

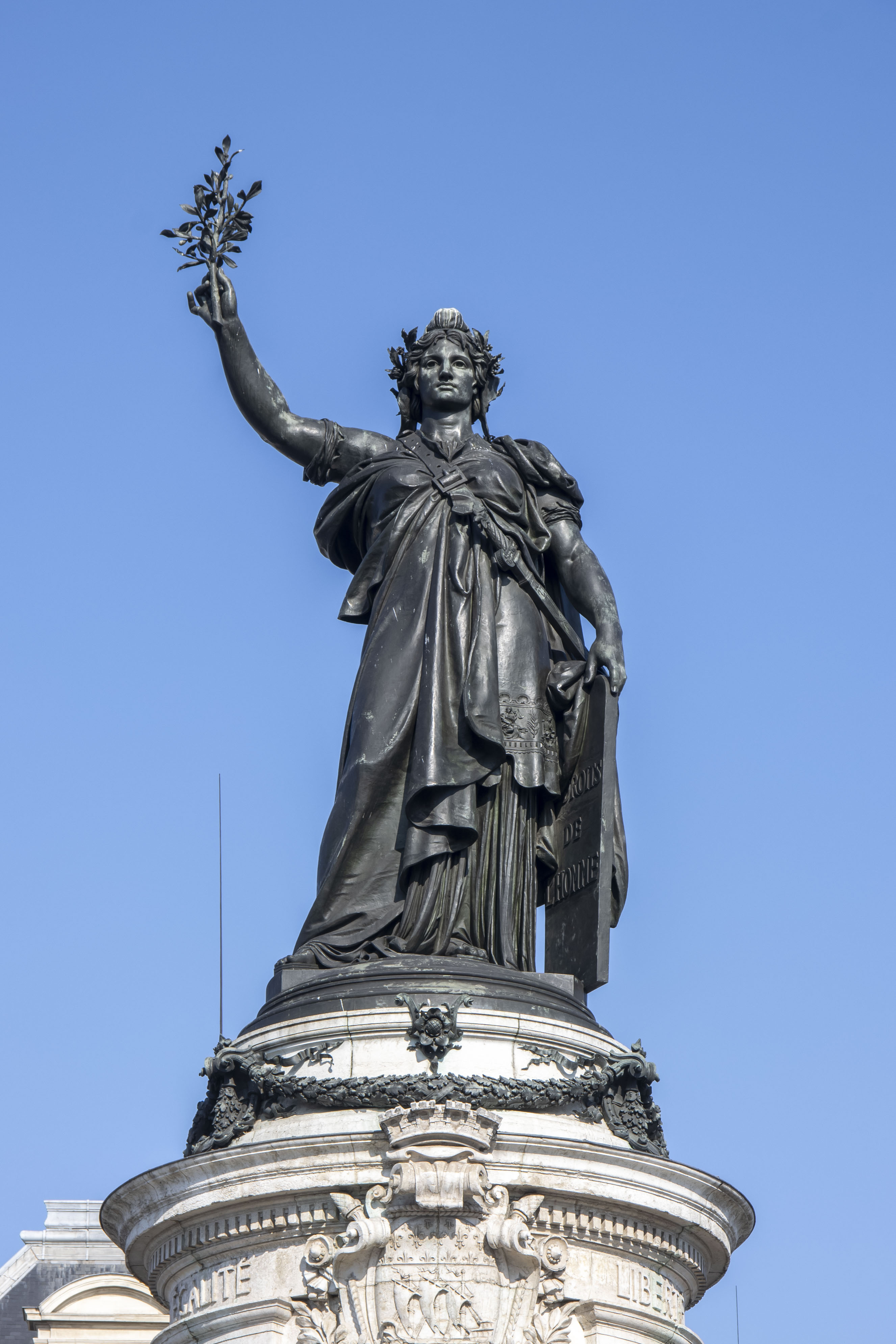
Estatua de la República, con la alegoría a Marianne.

La parte superior del pedestal está ocupada por una estatua de bronce de 9,5 m de altura que simboliza la República o Marianne. Se la representa de pie, vestida con una toga y con un arnés al que está sujeta una espada. Lleva un gorro frigio, símbolo de libertad, y una corona vegetal. En su mano derecha, la estatua lleva una rama de olivo, símbolo de la paz. Su  izquierda descansa sobre una lápida con la inscripción «droits de l'homme».
Todas las piezas fundidas en bronce fueron realizadas por la fundición de arte Thiébaut Frères en 1883.

### Pedestal
El pedestal de piedra sobre el que se alza la República mide 15,5 m de altura. Fue diseñado por el arquitecto François-Charles Morice, hermano de Léopold, y se compone de dos partes cilíndricas distintas: una inferior, de unos 4 metros de altura y más ancha, y otra superior, más estrecha pero más alta. Esta columna, que sirve directamente de pedestal, está decorada bajo sus pies con una guirnalda de bronce que la rodea, el escudo de París y la inscripción «À la gloire de la République Française - La Ville de Paris - 1883» (a la gloria de la República Francesa, la ciudad de París, 1883).
La columna sirve de fondo a tres estatuas de piedra, cada una de las cuales alegoriza un término del lema Liberté, Égalité, Fraternité.
La Libertad está sentada a la siniestra de La República. Lleva una antorcha en la mano izquierda, mientras que la derecha descansa sobre su rodilla, sosteniendo una cadena rota. Al fondo, un roble tallado en relieve en la columna.
La igualdad, sentada en el lado diestro, sostiene en su mano derecha la bandera de la República, cuyo asta está marcada con las iniciales «R.F.», y en la izquierda un archipéndulo, como símbolo de la igualdad.
La Fraternidad es un grupo unido, de espaldas a la República. La Fraternidad está representada por una mujer que mira con benevolencia a dos niños que leen un libro, alegorías del Conocimiento. Una gavilla de trigo y un ramo evocan la abundancia.
Entre La Libertad y La Fraternidad, y entre La Fraternidad y La Igualdad, respectivamente, se sitúan dos medallones marcados con «labor» (trabajo) y «pax» (paz), adornados con haces de lictores.

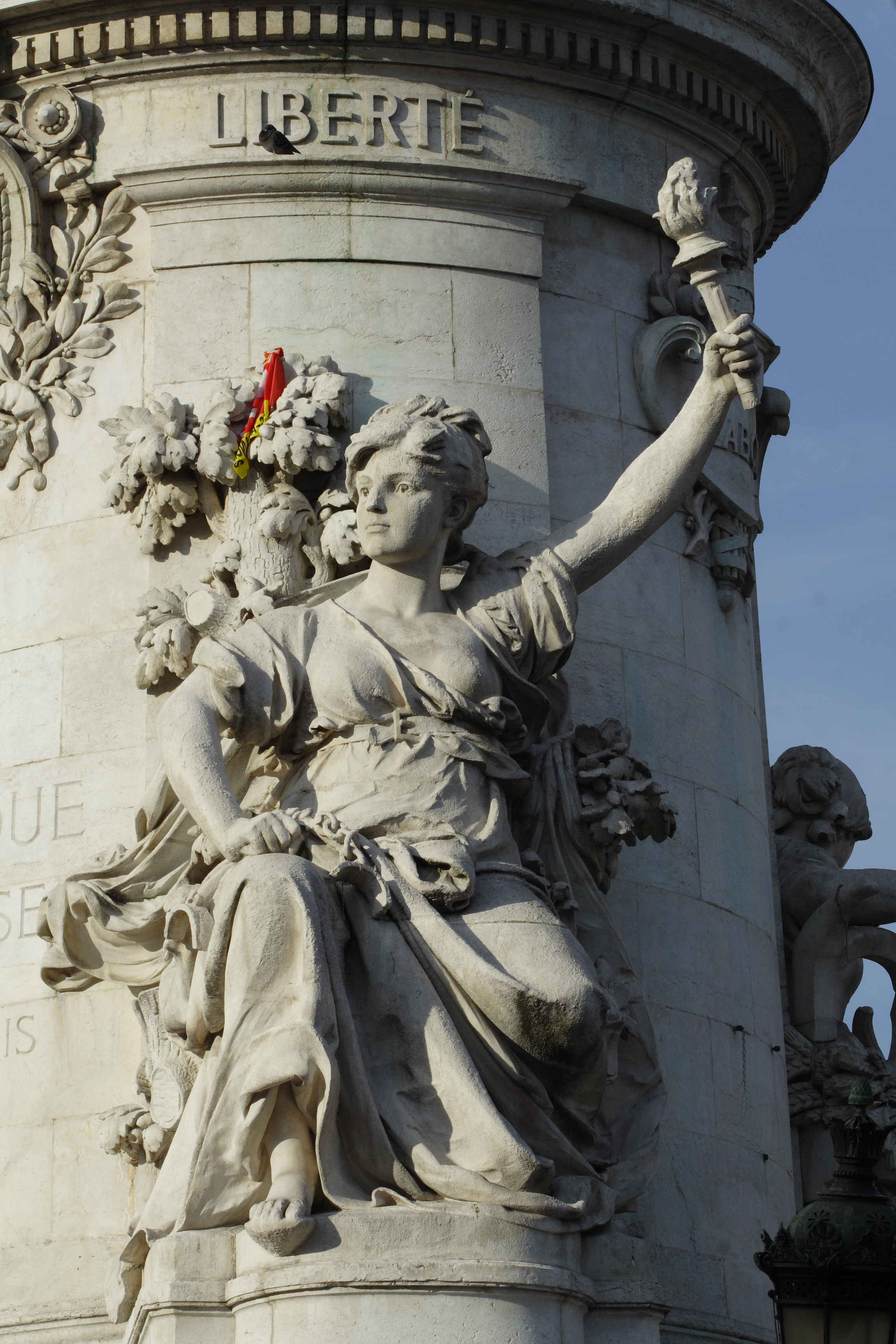
La Libertad
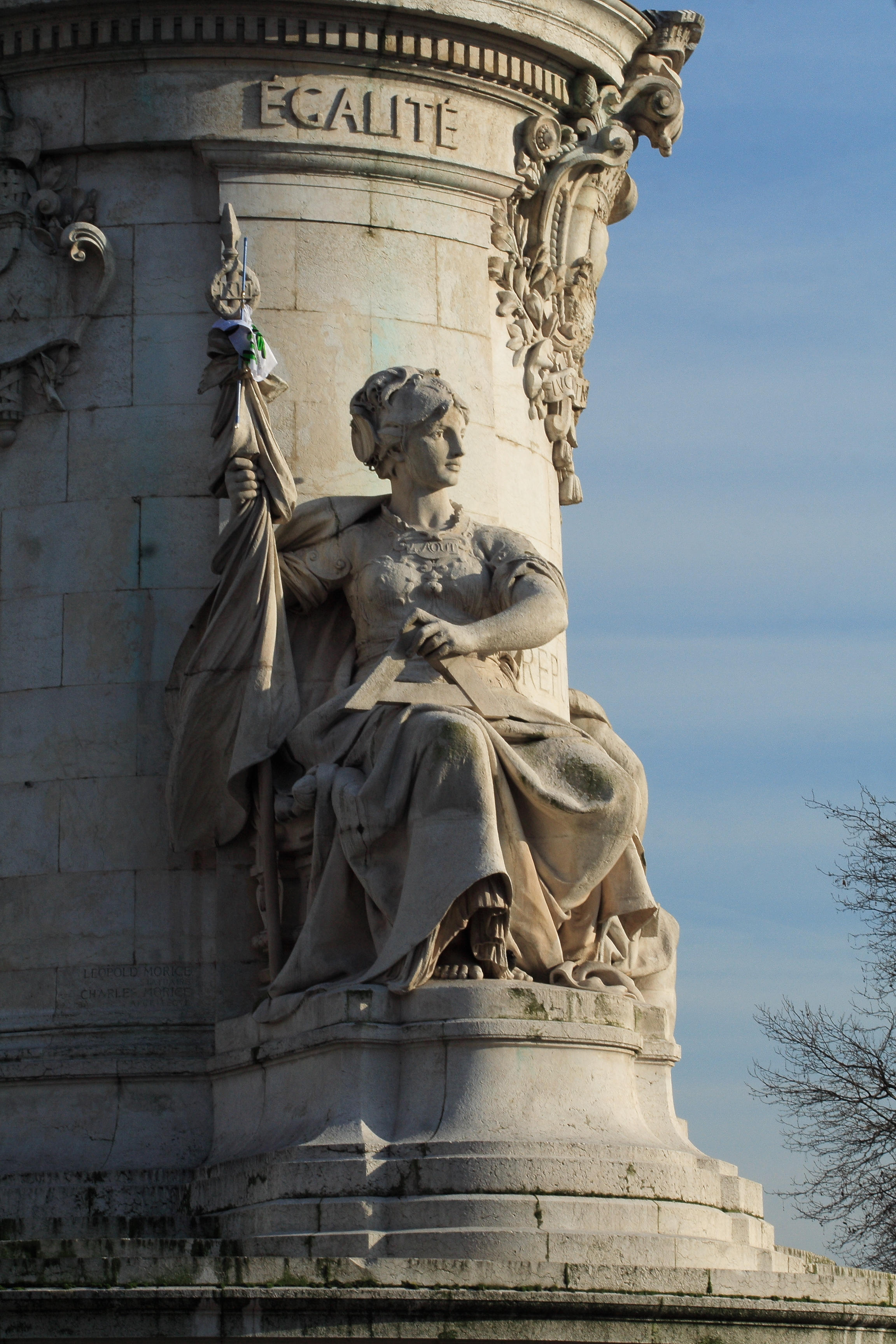
La Igualdad
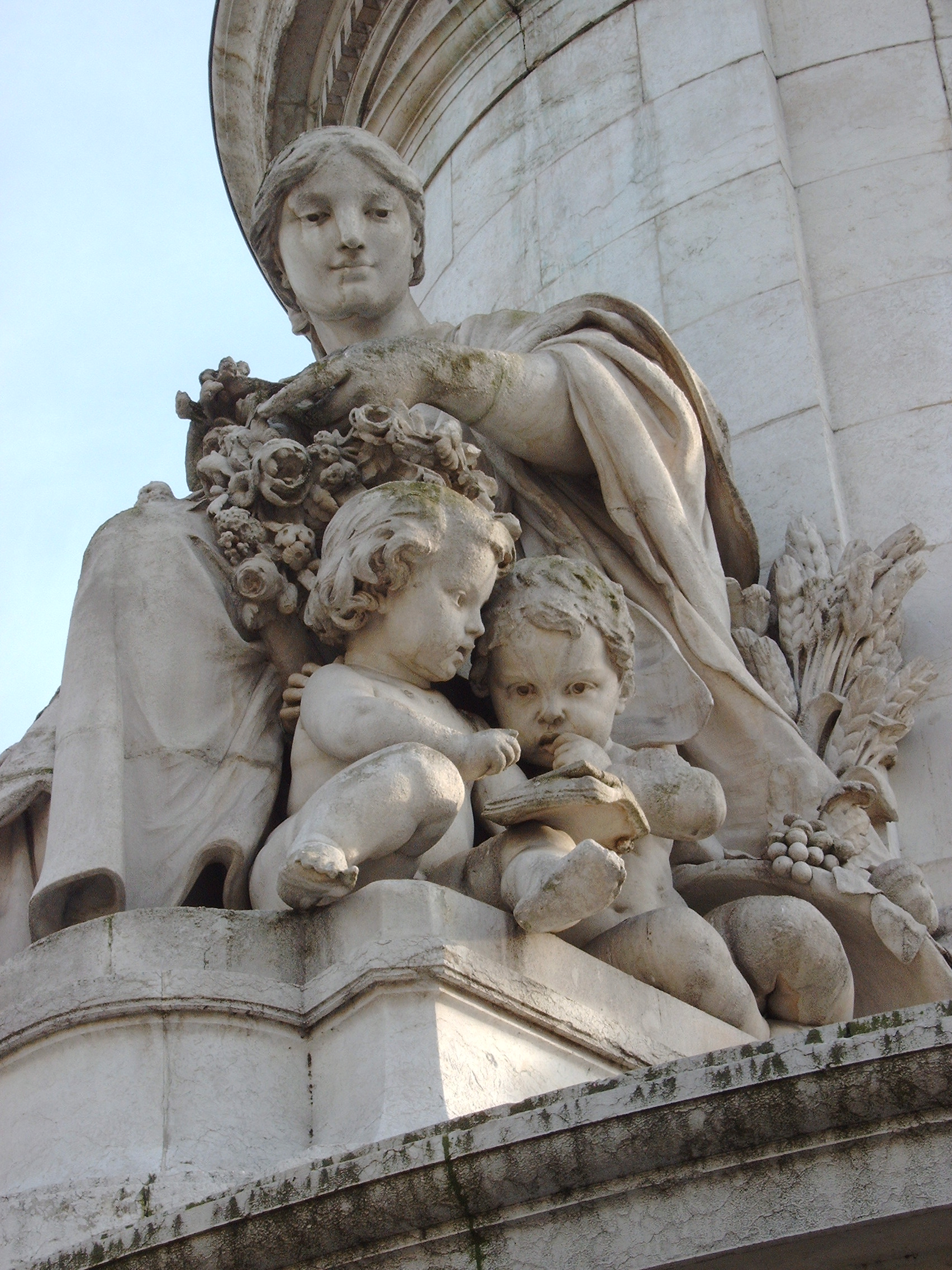
La Fraternidad

### Altorrelieves
El pedestal de piedra está rodeado por doce altos relieves de bronce, obra de Léopold Morice, unidos por rosetas y colocados a la altura de los ojos de los transeúntes. Representan una cronología de los acontecimientos que marcaron la historia de la República Francesa entre 1789 y 1880:
| Imagen | Fecha                    | Evento |
| ------ | ------------------------ | --- |
|        | 20 de junio de 1789      | Juramento del Juego de Pelota |
|        | 14 de julio de 1789      | Toma de la Bastilla |
|        | 4 de agosto de 1789      | Noche del 4 de agosto de 1789 |
|        | 14 de julio de 1780      | Fiesta de la Federación |
|        | 11 de julio de 1792      | Proclamación de La patrie en danger |
|        | 20 de septiembre de 1792 | Batalla de Valmy |
|        | 21 de septiembre de 1792 | Proclamación de la abolición de la monarquía |
|        | 1 de junio de 1794       | Glorioso primero de junio |
|        | 29 de julio de 1830      | Revolución de 1830 |
|        | 4 de marzo de 1848       | Adopción del sufragio universal masculino. De hecho, el proceso se extendió a las sesiones de los días 2 y 4 de marzo, cuando se aceptó el principio del sufragio universal, y del 5 de marzo, cuando se adoptó el decreto. A veces se supone que la obra representa la abolición de la esclavitud, por confusión con el decreto del Gobierno Provisional del 4 de marzo de 1848, que creaba una «comisión encargada de preparar, lo más rápidamente posible, el acta de emancipación inmediata en todas las colonias de la República» y nombraba presidente a Victor Schoelcher; pero el decreto que instituyó realmente la abolición de la esclavitud data del 27 de abril de 1848. |
|        | 4 de septiembre de 1870  | Proclamación de la República francesa el 4 de septiembre de 1870 |
|        | 14 de julio de 1880      | Primera Fiesta Nacional de Francia |

### León
A ras de suelo, un león de bronce de 3 metros de altura suma su fuerza a la del sufragio universal (entendido en la época como exclusivamente masculino), representado por una urna de bronce.

## Historia

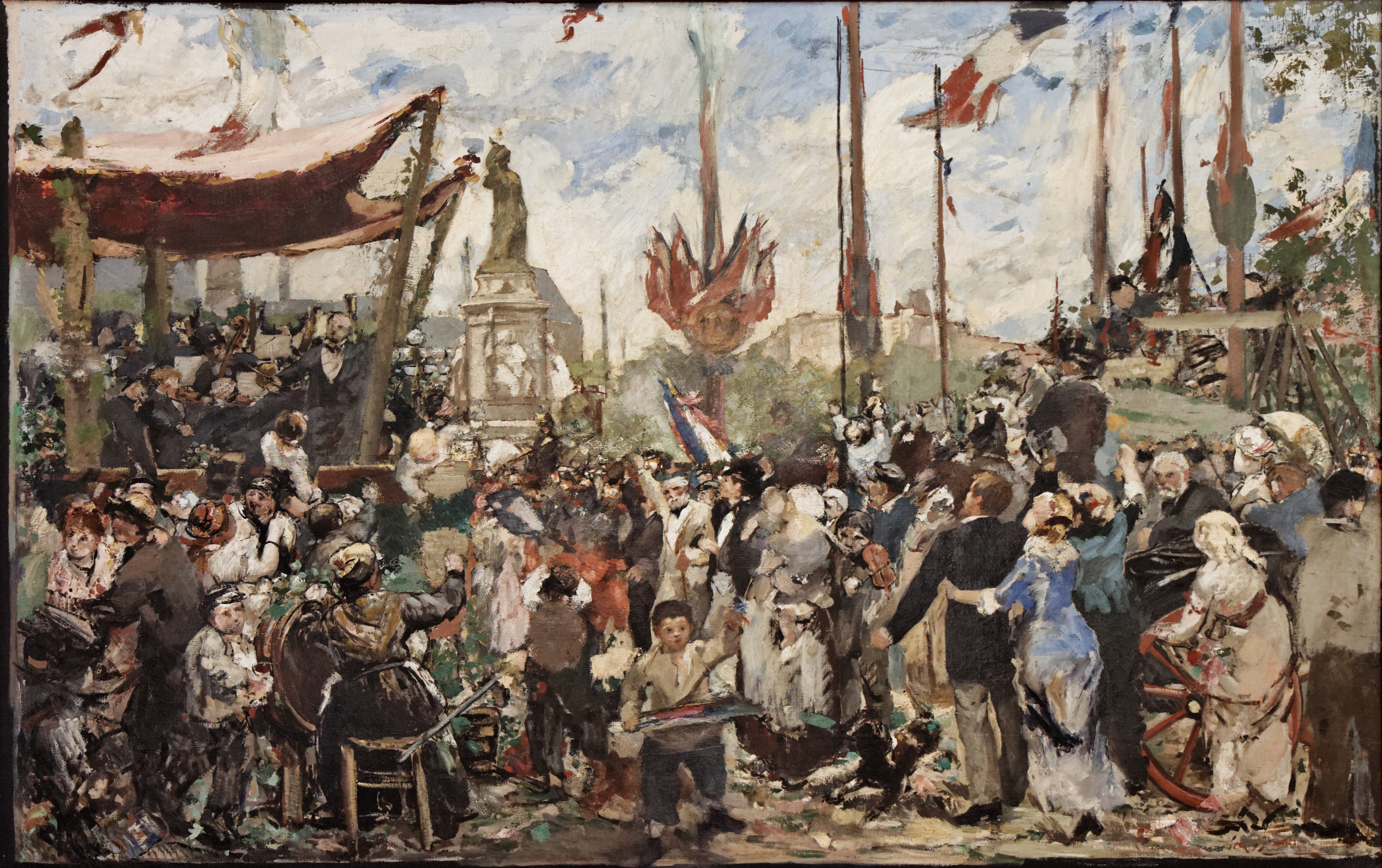
Le 14 juillet 1880, inauguration du Monument à la République (1882). Óleo de Óleo de Alfred Roll. París, Petit Palais.

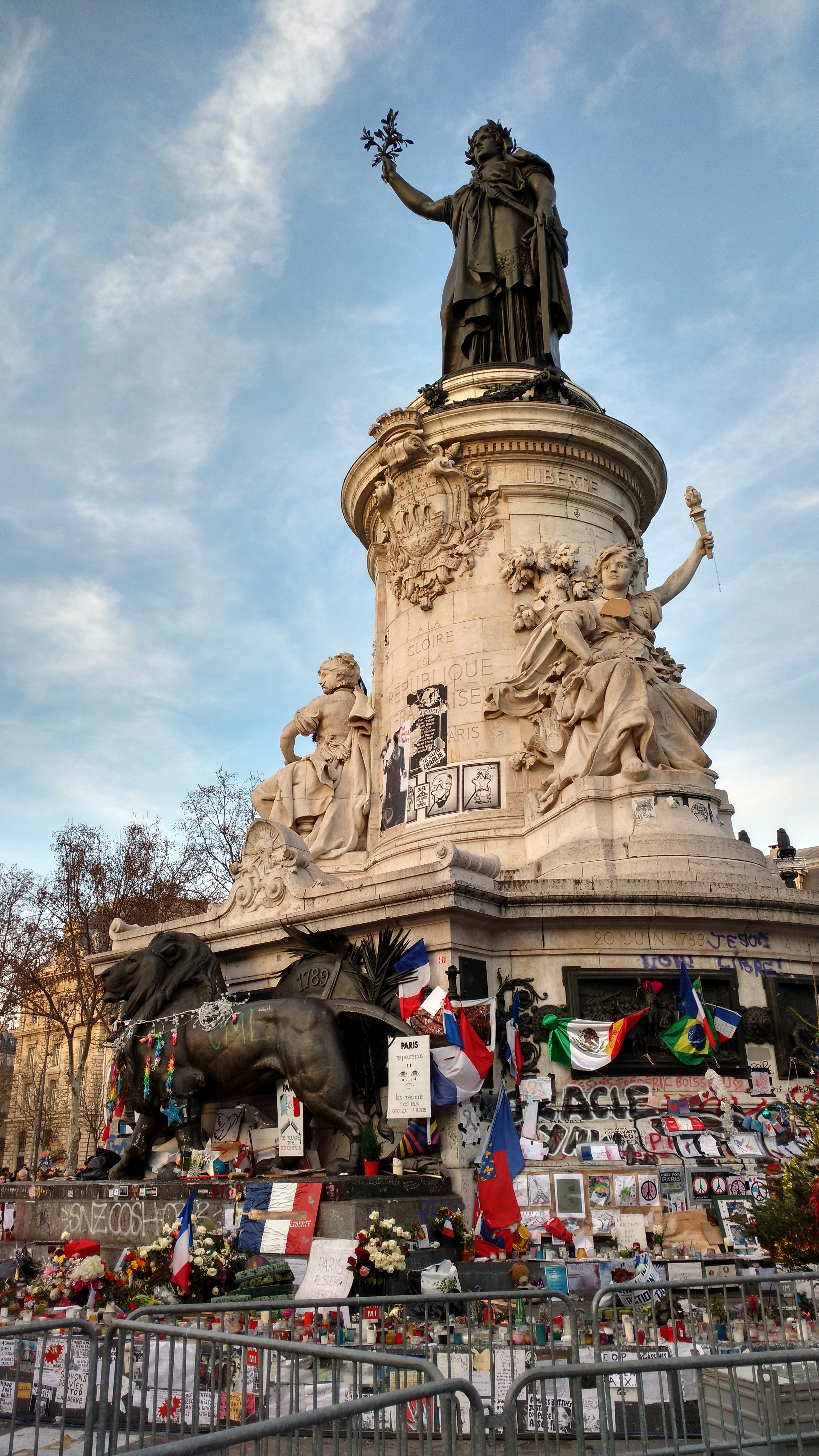
Monumento conmemorativo improvisado en el Monument à la République tras los atentados de enero de 2015..

Antes de su apertura, la plaza de la República era el bastión de la Puerta del Temple en el recinto de Carlos V. Adoptó su forma actual durante el siglo XIX, sobre todo a raíz de la obra urbanística de Haussmann bajo el Segundo Imperio. En 1811, fue adornada con la fuente del Château d'Eau, obra de Pierre-Simon Girard, y rebautizada como Place du Château-d'Eau. Esta fuente fue trasladada a La Villette en 1875 (en la actual plaza de la Fontaine-aux-Lions) y sustituida por una segunda fuente, más grande, diseñada por Gabriel Davioud.
En 1870 se proclama la Tercera República francesa, que sucede al Segundo Imperio.
En 1878, el Ayuntamiento de París, de mayoría radical, propuso erigir un monumento a la República en el este de París; el encargo se realizó en 1879. Pocos años después de la Comuna, la administración de París dependía esencialmente del Prefecto del Sena, nombrado por el gobierno francés; el Ayuntamiento intentó mostrar su independencia pidiendo una República con gorro frigio, a pesar de la prohibición oficial de tales representaciones.
El concurso fue ganado por los hermanos Morice, Léopold para la estatuaria y Charles para el zócalo. El proyecto de Jules Dalou, que quedó en segundo lugar, fue sin embargo encargado por la ciudad de París para crear un monumento erigido en la actual Plaza de la Nación, la estatua El triunfo de la República, inaugurado en 1899 y fundido por la fundición de arte Thiébaut Frères.
La nueva estatua sustituyó a la fuente del Château d'Eau, que se reinstaló en la plaza Félix-Éboué. El 14 de julio de 1880, se inauguró en la plaza una maqueta de yeso del monumento. Un cuadro de Alfred Roll, pintado en 1882, conmemora dicha inauguración. Tres años más tarde, el 14 de julio de 1883, se inauguró el monumento definitivo de bronce, también fundido por la casa Thiébaut Frères.
En 1889, seis años después de la inauguración, la plaza pasó a llamarse Plaza de la República. La estatua estaba rodeada por cuatro grandes antorchas de bronce de 25 metros de altura. Fueron retirados en 1988.
El 10 de mayo de 1891, Pierre Martinet, fundador del anarquismo individualista, organizó un mitin en homenaje a las víctimas de la masacre de Fourmies, un suceso que había ocurrido el mismo día que el asunto de Clichy, nueve días antes. En la concentración, los anarquistas depositaron coronas de flores alrededor del monumento.
Cuando se renovó la plaza en 2013, la base del monumento se rodeó de un estanque cilíndrico.
Tras los atentados de París de enero y noviembre de 2015, el monumento se utilizó como memorial en el que se expusieron diversos objetos. Cubierto de pintadas durante la Nuit debout y las manifestaciones contra la Ley del Trabajo, fue vaciado y limpiado en agosto de 2016.
El 28 de enero de 2021, todo el monumento fue declarado monumento histórico.